# Anastrophyllum michauxii
Anastrophyllum michauxii là một loài rêu trong họ Anastrophyllaceae. Loài này được F. Weber H. Buch ex A. Evans mô tả khoa học đầu tiên năm 1932.